# ZAZ Tavria
Pour les articles homonymes, voir Tavria.
La ZAZ Tavria (3 portes) et ses dérivés ZAZ Slavuta (4 portes) et ZAZ Dana (5 portes) sont des automobiles fabriquées par le constructeur ukrainien ZAZ. Sortie en 1987, la Tavria a été un temps importée en France et fait référence, pour le nom, à la Tauride. Comparable à la Lada Samara, la ZAZ-1102 (son nom officiel au début de sa carrière) est la première traction de la marque.

## Une vraie voiture moderne
Dès le milieu des années 70, le bureau d’études de ZAZ réfléchit à la succession de sa 968. Si le choix d’un moteur avant et une traction s’est vite imposé, la version définitive de la voiture n’apparaîtra qu’en 1987.
Nommée ZAZ-1102, cette berline compacte dont le style ne diffère guère des productions de l’époque, est motorisée par un 4 cylindres 1.1 de 53 ch, associé à une boîte 5 rapports. Les disques de freins avants sont périmétriques comme ceux de certaines motos Buell.
Présentée au Mondial de l’automobile de Paris en 1990, la Tavria (son nom en France, qu’elle prendra d’ailleurs dans son pays natal quelques années plus tard) est importée par le réseau Poch, qui assure déjà la diffusion des Lada et Moskvitch. En version de base, il s’agit de la voiture la moins chère du marché, avec un prix canon de 35 900F. À l’image de la Moskvitch Aleko SL, Poch commercialise sa « propre » Tavria : nommée XL, elle se distingue par ses jupes avant et arrière, sa calandre en ABS, ses enjoliveurs spécifiques et son équipement enrichi. Malgré cela, la berline soviétique est boudée du public, puisque seulement 1606 exemplaires trouvent preneur jusqu’en 1993 (dont 1113 en 1991).
La fiabilité de la berline ukrainienne est si catastrophique que l'importateur français, pour limiter les dégâts, décide de contacter tous les propriétaires pour leur proposer de remplacer gratuitement leur Tavria par une Lada Samara bien plus fiable.
En 1991, la Tavria bénéficie d’un léger restylage, mais celui-ci ne touche pas les voitures vendues en France. Au Royaume-Uni, Lada, en qualité d’importateur de la marque ZAZ, a bien fait traverser la Manche à trois prototypes au début des années 90, mais sans suite. Deux d’entre eux ont été envoyés à la casse en 1999.

## Une gamme complète

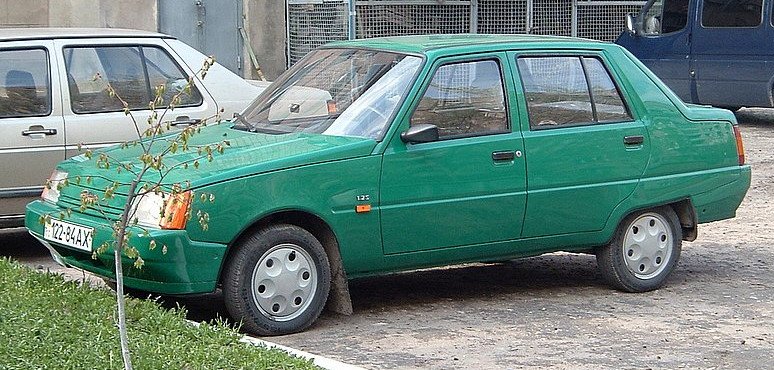
ZAZ-1103 Slavuta

Au Salon de Francfort 1991, ZAZ présente l’intéressant prototype Elektro Tavria (type 1109), animé par un moteur électrique. L’année suivante, l’usine construit un prototype de 1102 découvrable, qui sera abandonné. ZAZ ne chôme pas en 1993 et présente à Francfort quatre déclinaisons de la Tavria : la 1103 (4 portes), le break 5 portes 1105 Dana, un pick-up (11055) et une version commerciale. Tous ces nouveaux modèles sont lancés en 1994. Malgré cette activité, le constructeur ukrainien ne participera plus à aucun salon en Europe de l’ouest, où seule la 1102 a été importée.
Le coréen Daewoo entre au capital en 1998, des Lanos sont ainsi produites parallèlement aux Tavria, qui bénéficient d’une remise à niveau en 1999 : elles prennent le nom de Tavria Nova, tandis que la 1103 est rebaptisée Slavuta.
En 2000, un 1200 de 58 ch est venu prendre la place de l’ancien moteur. L’offre est complétée en 2002 par un 1300 à carburateur (63 ch) ou à injection (72 ch). Parallèlement, une version haut de gamme Ladoga fait son apparition en 2001.
Repris par General Motors, Daewoo se retire de l’entreprise et ZAZ en profite pour conclure un accord avec Lada : des Samara 2109 et 21099 seront désormais assemblées à Zaparojie.
Si la Dana a tiré sa révérence en 1999, et la Tavria a fait de même fin 2008, la Slavuta a été produite jusqu'en janvier 2011.

## Sources
- Bernard Vermeylen, Voitures des pays de l'Est, Boulogne-Billancourt, ETAI, 2008, 239 p. (ISBN 9782726888087, OCLC 470767381)

- « histo-auto.com », sur histo-auto.com, 2020.